# George Beranger
Pour les articles homonymes, voir Beranger.
George Beranger est un acteur et réalisateur australien, né George Auguste Alexandre Robert de l'Ile de Beranger le 27 mars 1895 à Sydney (Nouvelle-Galles du Sud, Australie), mort le 8 mars 1973 à Laguna Beach (Californie, États-Unis).
Il est parfois crédité André Beranger ou André de Beranger.

## Biographie
Émigré en 1912 aux États-Unis, où il s'installe définitivement, George Beranger commence sa carrière d'acteur avec cinq courts métrages muets sortis en 1913. Il contribue en tout à près de cent-cinquante films américains (dont une soixantaine muets), souvent dans des petits rôles non crédités après le passage au parlant. Le dernier est La Rue de la gaieté d'Henry Koster (avec Betty Grable et Victor Mature), sorti en 1950.
Fait particulier, six de ses films muets sont réalisés par David Wark Griffith, dont Naissance d'une nation (1915), Intolérance (1916) et Le Lys brisé (1919), tous trois avec Lillian Gish.
Parmi ses autres films notables comme acteur, citons Beau Brummel de Harry Beaumont (1924, avec John Barrymore et Mary Astor), Le Corsaire masqué de Frank Lloyd (1926, avec Florence Vidor et Ricardo Cortez), Café métropole d'Edward H. Griffith (1937, avec Loretta Young et Tyrone Power), ou encore La Femme aux cigarettes de Jean Negulesco (1948, avec Ida Lupino et Cornel Wilde).
Par ailleurs, George Beranger est le réalisateur de dix films muets, majoritairement américains. Les trois premiers sont des courts métrages sortis en 1914 et 1915. Les sept suivants sortent entre 1920 et 1924, dont un britannique (1922) et un britanno-néerlandais (1922 également). Le dernier en 1924 est le western Western Luck, avec Buck Jones en vedette.

## Filmographie
(films américains, sauf mention contraire)

### Comme acteur (sélection)
- 1913 : Almost a Wild Man (it) de Dell Henderson (court métrage)
- 1913 : The Adopted Brother (it) de Christy Cabanne et D. W. Griffith (court métrage)
- 1914 : La Conscience vengeresse (The Avenging Conscience ou Thou Shalt Not Kill) de D. W. Griffith
- 1914 : Bill's Job d'Edward Dillon (court métrage)
- 1914 : Home, Sweet Home de D. W. Griffith

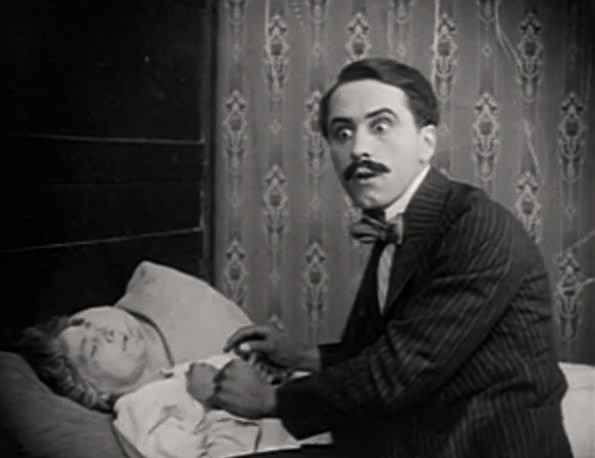
Dans Flirting with Fate (1916)

- 1915 : The Absentee de Christy Cabanne
- 1915 : Bred in the Bone de Paul Powell (court métrage)
- 1915 : Naissance d'une nation (The Birth of a Nation) de D. W. Griffith
- 1916 : Paria de la vie (The Good Bad Man) d'Allan Dwan
- 1916 : Pillars of Society de Raoul Walsh
- 1916 : The Family Secret de William Worthington (court métrage)
- 1916 : Intolérance (Intolerance : Love's Struggle Throughout the Ages) de D. W. Griffith
- 1916 : Flirting with Fate de Christy Cabanne
- 1917 : A Love Sublime de Tod Browning et Wilfred Lucas
- 1917 : A Daughter of the Poor d'Edward Dillon
- 1917 : Those Without Sin de Marshall Neilan
- 1917 : Time Locks and Diamonds de Walter Edwards
- 1917 : The Spotted Lily de Harry Solter
- 1918 : Sandy de George Melford
- 1919 : Le Lys brisé (Broken Blossoms) de D. W. Griffith
- 1923 : Cendres de vengeance (Ashes of Vengeance) de Frank Lloyd
- 1923 : The Leopardess d'Henry Kolker
- 1923 : Tiger Rose de Sidney Franklin
- 1923 : Dulcy de Sidney Franklin
- 1923 : Le Châle aux fleurs de sang (The Bright Shawl) de John S. Robertson

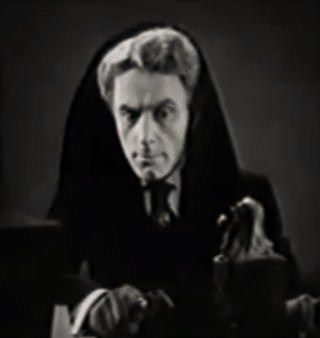
Dans The Bat (1926)

- 1923 : La Bonne Étoile (The Man Life Passed By) de Victor Schertzinger
- 1924 : Beau Brummel de Harry Beaumont
- 1924 : Poisoned Paradise de Louis Gasnier
- 1924 : Son heure (His Hour) de King Vidor
- 1925 : Are Parents People ? de Malcolm St. Clair
- 1925 : Les Confessions d'une reine (Confession of a Queen) de Victor Sjöström
- 1925 : Beauty and the Bad Man de William Worthington
- 1925 : A Woman's Faith d'Edward Laemmle
- 1926 : Le Corsaire masqué (The Eagle of the Sea) de Frank Lloyd
- 1926 : Sa Majesté la Femme (Fig Leaves) d'Howard Hawks
- 1926 : L'Oiseau de nuit (The Bat) de Roland West
- 1926 : La Grande Duchesse et le Garçon d'étage (The Grand Duchess and the Waiter) de Malcolm St. Clair
- 1926 : Miss Brewster's Millions de Clarence G. Badger
- 1926 : Les Surprises de la TSF (So This is Paris) d'Ernst Lubitsch
- 1926 : Sultane (The Lady of the Harem) de Raoul Walsh
- 1927 : Altars of Desire de Christy Cabanne
- 1927 : Coquin de briquet (If I Were Single) de Roy Del Ruth
- 1927 : Paradise for Two de Gregory La Cava
- 1927 : The Small Bachelor de William A. Seiter
- 1928 : Poudrez-moi le dos ! (Powder My Back) de Roy Del Ruth
- 1928 : Five and Ten Cent Annie de Roy Del Ruth
- 1929 : Stark Mad de Lloyd Bacon
- 1929 : Poupée de luxe (Glad Rag Doll) de Michael Curtiz
- 1930 : Lilies of the Field de Alexander Korda
- 1930 : The Boudoir Diplomat de Malcolm St. Clair
- 1931 : Annabelle's Affairs d'Alfred L. Werker
- 1931 : Three Girls Lost de Sidney Lanfield
- 1931 : Une femme moderne (The Age for Love) de Frank Lloyd
- 1931 : Surrender de William K. Howard
- 1932 : Love Is a Racket de William A. Wellman
- 1933 : Mama Loves Papa de Norman Z. McLeod
- 1934 : Young and Beautiful de Joseph Santley
- 1934 : La Soirée de Miss Stanhope (Coming Out Party) de John G. Blystone : rôle non crédité
- 1935 : Le Conquérant des Indes (Clive of India) de Richard Boleslawski
- 1935 : Chercheuses d'or de 1935 (Gold Diggers of 1935) de Busby Berkeley
- 1935 : L'Intruse (Dangerous) d'Alfred E. Green
- 1936 : Transatlantic Follies (Anything Goes), de Lewis Milestone
- 1936 : King of Hockey de Noel M. Smith
- 1936 : Ce que femme veut (Love Before Breakfast) de Walter Lang
- 1936 : La Vie de Louis Pasteur (The Story of Louis Pasteur) de William Dieterle
- 1936 : The Big Noise de Frank McDonald
- 1936 : Le Mort qui marche (The Walking Dead) de Michael Curtiz
- 1937 : Café métropole (Café Metropole) d'Edward H. Griffith
- 1938 : The Lone Wolf in Paris d'Albert S. Rogell
- 1941 : She Knew All the Answers de Richard Wallace
- 1942 : Over My Dead Body de Malcolm St. Clair
- 1945 : L'Intrigante de Saratoga (Saratoga Trunk) de Sam Wood
- 1945 : L'assassin rôde toujours (The Spider) de Robert D. Webb
- 1947 : L'Extravagante Miss Pilgrim (The Shocking Miss Pilgrim), de George Seaton
- 1947 : Le Charlatan (Nightmare Alley) d'Edmund Goulding
- 1948 : Infidèlement vôtre (Unfaithfully Yours) de Preston Sturges
- 1948 : La Femme aux cigarettes (Road House) de Jean Negulesco
- 1948 : La Proie (Cry of the City) de Robert Siodmak
- 1949 : L'Éventail de Lady Windermere (The Fan) d'Otto Preminger
- 1950 : La Rue de la gaieté (Wabash Avenue) d'Henry Koster

### Comme réalisateur (intégrale)
- 1914 : Baby's Ride, avec Wallace Reid (court métrage)
- 1915 : Brauch Number Thirty-Seven (court métrage)
- 1915 : The Double Crossing of Slim, avec Elmo Lincoln (court métrage)
- 1920 : A Manhattan Knight, avec George Walsh
- 1920 : Uncle Sam of Freedom Ridge, avec Paul Kelly
- 1920 : Number Seventeen, avec George Walsh
- 1921 : Burn 'Em Up Barnes (coréalisé par Johnny Hines), avec Edmund Breese, George Fawcett, Richard Thorpe
- 1922 : Sinister Street, avec John Stuart, Roger Tréville (film britannique)
- 1922 : Was She Guilty? (en), avec Gertrude McCoy, William Freshman (film britanno-néerlandais)
- 1924 : Western Luck, avec Buck Jones, J. Farrell MacDonald